# Raphaela Piehler
Raphaela Piehler (* 27. Januar 1988) ist eine deutsche Schwimmerin und hat eine Zwillingsschwester. Sie ist zurzeit (2007) die amtierende deutsche Meisterin über 200 m Rücken und deutsche Vizemeisterin über 100 Rücken. Sie lebt in Ingolstadt und startet für den SC Delphin Ingolstadt unter ihrem Trainer Steffen Pietsch, dem Vater der Schwimmerin Janine Pietsch.
Bei den 119. Deutschen Meisterschaften im Schwimmen (11.–15. April 2007 in Berlin) erreichte sie die Goldmedaille über 200 m Rücken in 2:14,75 Minuten vor Janine Sauerteig (Erfurter SSC), die 2:16,25 Minuten benötigte. Hierbei verbesserte sie ihre persönlichen Bestzeit um 1,75 Sekunden. Auf der 100-m-Rückenstrecke wurde sie mit 1:02,80 Minuten Zweite mit knapp einer Sekunde Abstand hinter Daniela Samulski (SG Bayer Wuppertal/Uerdingen/Dormagen). Über 50 m Rücken belegte sie mit 0:30,11 Minuten Platz fünf.
Bei den 118. Deutschen Meisterschaften im Schwimmen (20.–25. Juni 2006 in Berlin) erreichte sie eine Bronzemedaille über 100 m Rücken in 1:03,38 Minuten sowie einen fünften Platz über 200 m Rücken. Außerdem erreichte sie bei den Deutschen Kurzbahnmeisterschaften 2005 in Essen zwei vierte Plätze über 100 und 200 m Rücken sowie einen fünften Platz über 100 m Rücken bei den Deutschen Meisterschaften 2005 in Berlin. Mit der Mannschaft des SC Delphin Ingolstadt stellte sie zusammen mit Janine Pietsch, Michaela Baumgartner und Carolin Braun bei den Bayerischen Staffelmeisterschaften 2006 in Riemerling in 4:14,45 Minuten einen neuen deutschen Staffelrekord über 4 × 100 m Rücken auf.
Seit 2006 wird sie vom Deutschen Schwimm-Verband im DSV-Verbandskader gefördert. Bei der Wahl zum Ingolstädter Jugendsportler des Jahres 2006 kam sie auf Rang 3. Piehler trainiert mindestens viermal die Woche insgesamt 16 bis 20 Stunden wöchentlich und schwimmt dabei am Tag zwischen neun und elf Kilometer. Seit Januar 2009 ist sie ausgebildete Kauffrau für Bürokommunikation und arbeitet bei BFFT.